# Robert B. Chiperfield

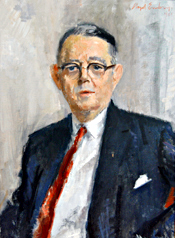
Robert B. Chiperfield

Robert Bruce Chiperfield (* 20. November 1899 in Canton,  Fulton County, Illinois; † 9. April 1971 in Canton) war ein US-amerikanischer Politiker. Zwischen 1939 und 1963 vertrat er den Bundesstaat Illinois im US-Repräsentantenhaus.

## Werdegang
Robert Chiperfield war der Sohn des Kongressabgeordneten Burnett M. Chiperfield (1870–1940). Er besuchte die öffentlichen Schulen seiner Heimat und danach die Phillips Exeter Academy in New Hampshire. Danach nahm er als Soldat am Ersten Weltkrieg teil. Später studierte er am Knox College in Galesburg und dann bis 1922 an der Harvard University. Nach einem Jurastudium an der Boston University und seiner 1925 erfolgten Zulassung als Rechtsanwalt begann er in Canton in diesem Beruf zu arbeiten. Zeitweise war er dort auch als städtischer Anwalt tätig. Politisch schloss er sich der Republikanischen Partei an.
Bei den Kongresswahlen des Jahres 1938 wurde Chiperfield im 15. Wahlbezirk von Illinois in das US-Repräsentantenhaus in Washington, D.C. gewählt, wo er am 3. Januar 1939 die Nachfolge des Demokraten Lewis L. Boyer antrat. Nach elf Wiederwahlen konnte er bis zum 3. Januar 1963 zwölf Legislaturperioden im Kongress absolvieren. Von 1953 bis 1955 leitete er den Auswärtigen Ausschuss. Bis 1941 wurden im Kongress die letzten der New-Deal-Gesetze der Bundesregierung unter Präsident Franklin D. Roosevelt verabschiedet. Seit 1941 war auch die Arbeit des Kongresses von den Ereignissen des Zweiten Weltkrieges bestimmt.
In Chiperfields Zeit im Kongress fielen auch der Beginn des Kalten Krieges, der Koreakrieg und innenpolitisch die Bürgerrechtsbewegung. Seit 1949 vertrat er den 19. Distrikt seines Staates. 1962 verzichtete Chiperfield auf eine erneute Kongresskandidatur. Er starb am 9. April 1971 in Canton.